# 李淳元
李淳元（韓語：이순원，1983年2月19日—），另譯作李順元，韓國男演員。

## 演出作品

### 電視劇
- 2016年：OCN《鄰家英雄》飾演 韓俊熙[2]
- 2016年：SBS《羅青廉議員綁架事件》飾演 請來的黑幫
- 2016年：tvN《THE K2》飾演 徐組長
- 2017年：MBC《逆賊：偷百姓的盜賊》飾演
- 2017年：OCN《Duel》飾演 李組長
- 2018年：tvN《Live》飾演 潘鍾民
- 2018年：tvN《陽光先生》飾演 朴務傑
- 2018年：SBS《狐狸新娘星》飾演 朴部長
- 2019年：SBS《綠豆花》飾演 金文鉉
- 2019年：JTBC《輔佐官–改變世界的人們》飾演 李亨培
- 2019年：OCN《臨時制先生》飾演 朴元碩[3]
- 2019年：tvN《Drama stage－大數據戀愛》飾演 朴尚勳
- 2020年：OCN《Search》飾演 千敏宰
- 2020年：SBS《延遲的正義》飾演 金貴賢
- 2022年：TVING《Island》飾演  姜室長
- 2023年：TVING《放學後戰爭活動》飾演 金元彬[4]
- 2023年：Netflix《末日騎士》飾演 3-3，千明集團快遞員，難民出身。[5]
- 2023年：KBS《婚禮大捷》飾演 朴福基
- 2023年：Netflix《京城怪物》飾演 羽田中士

### 電影
- 2016年：《偷天對決》飾演 智能犯罪搜查隊組員
- 2017年：《被操縱的都市》飾演 帶魚
- 2017年：《獄火重生：金昌洙》飾演 千鐘洙
- 2017年：《記憶之夜》飾演 可疑男子
- 2019年：《權力殺機（朝鲜语：우상 (영화)）》飾演 教導所看守
- 2021年：《只有我能看見嗎?》飾演 李英植
- 2022年：《樂透大作戰》飾演 崔承日[6]
- 2022年：《星期日聯賽（朝鲜语：선데이리그）》飾演 朴氏
- 2023年：《魯蛇大翻身（朝鲜语：리바운드 (2023년 영화)）》飾演 安養高中教練
- 2023年：《Open the Door》（오픈 더 도어）
- 2023年：《千萬別開門》飾演 文碩
- 2024年：《大畫特務2》

### 話劇
- 2008年：《那男人那女人》[7]
- 2008年：《拜託》
- 2008年：《羅密歐與朱麗葉2》
- 2009年：《Happy Together》
- 2010年：《製作電視劇》
- 2010年：《Daddy》
- 2012年：《醜聞》
- 2012年：《喜劇NO.1》
- 2012年：《真愛至上》
- 2013年：《我們結婚吧》
- 2014年：《戀愛的目的》
- 2015年：《戀愛也沒關係》
- 2015年：《內心》
- 2015年：《拳擊台上的家族》

## 奖项
| 年份   | 颁奖礼           | 奖项           | 入围者   | 结果 | 参考 |
| ------ | ---------------- | -------------- | -------- | ---- | ---- |
| 2023年 | 第32屆釜日電影獎 | 最佳新人男演员 | 《6/45》 | 提名 |      |

## 外部連結
- 李淳元的Instagram帳戶
- 李淳元在NAVER上的资料
- 李淳元在韩国电影数据库（KMDb）上的資料（韓語）
- 李淳元在互联网电影资料库（IMDb）上的資料（英文）